# Трес-Лагоас (микрорегион)

Трес-Лагоас на карте.

Трес-Лагоас (порт. Microrregião de Três Lagoas) — микрорегион в Бразилии, входит в штат Мату-Гросу-ду-Сул. Составная часть мезорегиона Восток штата Мату-Гроссу-ду-Сул. Население составляет 156 246 человек (на 2010 год). Площадь — 47 271,918	 км². Плотность населения — 	3,31	 чел./км².

## Демография
Согласно сведениям, собранным в ходе переписи 2010 г. Национальным институтом географии и статистики (IBGE), население микрорегиона составляет:						
| Полное население                             | Полное население                             | Полное население                             | Полное население                             | 156 246 |
| -------------------------------------------- | -------------------------------------------- | -------------------------------------------- | -------------------------------------------- | ------- |
| в том числе:                                 | Городское население                          | 131 167                                      | Процент городского населения, %              | 83,95   |
|                                              | Сельское население                           | 25 079                                       | Процент сельского населения, %               | 16,05   |
|                                              | Мужское население                            | 78 900                                       | Процент мужского населения, %                | 50,50   |
|                                              | Женское население                            | 77 346                                       | Процент женского населения, %                | 49,50   |
| Плотность населения, чел/км²                 | Плотность населения, чел/км²                 | Плотность населения, чел/км²                 | Плотность населения, чел/км²                 | 3,31    |
| Население микрорегиона в % к населению штата | Население микрорегиона в % к населению штата | Население микрорегиона в % к населению штата | Население микрорегиона в % к населению штата | 6,38    |

## Статистика
- Валовой внутренний продукт на 2003 год составляет 1 837 416 145,00 реалов (данные: Бразильский институт географии и статистики).
- Валовой внутренний продукт на душу населения на 2003 год составляет 13 751,47 реал (данные: Бразильский институт географии и статистики).
- Индекс развития человеческого потенциала на 2000 год составляет 0,769 (данные: Программа развития ООН).

## Состав микрорегиона
В составе микрорегиона включены следующие муниципалитеты:
1. Бразиландия
2. Рибас-ду-Риу-Парду
3. Санта-Рита-ду-Парду
4. Трес-Лагоас
5. Агуа-Клара